# Parc national New Forest
Pour les articles homonymes, voir New Forest.
Le parc national New Forest est un parc national et une zone du Sud de l'Angleterre, composée principalement  de pâturages (accessibles à tous), de landes et de forêt primaire.

## Préhistoire
Comme une grande partie de l'Angleterre, le site de la New Forest était autrefois une forêt constituée d'arbres à feuilles caduques, recolonisée par le bouleau, éventuellement le hêtre et le chêne, après le retrait des banquises, il y a 12 000 ans.
Certaines zones ont été défrichées à partir de l'âge du bronze. La mauvaise qualité du sol dans la New Forest a fait que les zones défrichées sont devenues des landes médiocres pouvant servir de pâturages pour les chevaux.
Une quantité significative de bois demeurait dans cette partie de la Grande-Bretagne, mais elle a été progressivement réduite, en particulier vers 250-100 av. J.-C. et surtout les XIIe et XIIIe siècles. Il ne reste aujourd'hui que la Nouvelle Forêt.
Il y a environ 250 sites archéologiques à l’intérieur de ses limites. Le territoire comprend également environ 150 tumulus (anciennes sépultures). Une de ces tombes en particulier pourrait être la seule sépulture connue du premier âge du fer et la seule sépulture connue de la Civilisation de Hallstatt en Grande-Bretagne. Cependant, l'acidité du sol fait que les os subsistent très rarement.

## Histoire
Suivant le règlement anglo-saxon en Grande-Bretagne, selon Florence de Worcester (m. 1118), la région devint le royaume Jutish de “Ytene” ; ce nom était le pluriel de  Yt  signifiant « Jute », c'est-à-dire « des Jutes ».
Les Jutes étaient l'un des premiers  groupes tribaux Anglo-Saxons qui ont colonisé cette région du sud du Hampshire. Le mot ytene (ou ettin) se trouve aussi localement comme synonyme de géant mythologique. Il est très présent dans le folklore local,.
Après la conquête normande, la New Forest fut proclamée forêt royale vers 1079 par Guillaume le Conquérant. Elle a été utilisée pour les chasses royales, principalement de cerf. Elle a été créée au détriment de plus de 20 petits hameaux isolés avec des fermes. Les lieux  étaient alors « nouveaux » par leur originalité de zone compacte unique.
La New Forest a été enregistrée pour la première fois comme « Nova Foresta » dans le Domesday Book, en 1086, où une section qui lui est consacrée est intercalée entre les terres du roi thegns et la ville de Southampton. C'est la seule forêt que le livre décrit en détail. Les chroniqueurs du douzième siècle ont prétendu que Guillaume de Normandie avait créé la forêt en expulsant les habitants de 36 paroisses, réduisant un quartier florissant à une friche. Cependant, la plupart des historiens révisionnistes estiment que ce sol pauvre a été incapable de soutenir une agriculture à grande échelle et que des zones importantes semblent avoir toujours été inhabitées,.
Deux des fils de Guillaume sont morts dans la forêt : le prince Richard, duc de Bernay entre 1069 et 1075 et le  roi Guillaume II d'Angleterre en 1100. Le folklore local prétend que c'était une punition pour les crimes commis par Guillaume quand il a créé la New Forest. Richard Blome, écrivain du XVIIe siècle, offre des détails :
In this County [Hantshire] is New-Forest, formerly called Ytene, being about 30 miles in compass; in which said tract William the Conqueror (for the making of the said Forest a harbour for Wild-beasts for his Game) caused 36 Parish Churches, with all the Houses thereto belonging, to be pulled down, and the poor Inhabitants left succourless of house or home. But this wicked act did not long go unpunished, for his Sons felt the smart thereof; Richard being blasted with a pestilent Air; Rufus shot through with an Arrow; and Henry his Grand-child, by Robert his eldest son, as he pursued his Game, was hanged among the boughs, and so dyed. This Forest at present affordeth great variety of Game, where his Majesty oft-times withdraws himself for his divertisement. 
 Dans ce comté [Hantshire] se trouve New-Forest, anciennement appelé Ytene, à environ 30 milles de distance ; dans lequel ledit tracte William le Conquérant (pour la fabrication de ladite forêt un havre de bêtes sauvages pour son gibier) a fait tomber 36 églises paroissiales, avec toutes les maisons leur appartenant, et les pauvres habitants se sont retrouvés sans maison. Mais cet acte méchant ne resta pas longtemps impuni, car ses fils en sentaient l'intelligence ; Richard meurt de pestilence ; Rufus est traversé par une flèche ; et Henry, son grand-fils, par Robert, son fils aîné, alors qu'il poursuivait son jeu, a été pendu parmi les branches et en a été éteint. Cette forêt offre actuellement une grande variété de gibier, où Sa Majesté se retire souvent pour son repos
Le lieu réputé de la mort de Rufus est marqué par une pierre connue sous le nom de « Rufus Stone ».
John White, évêque de Winchester, a déclaré à propos de la forêt :
From God and Saint King Rufus did Churches take, From Citizens town-court, and mercate place, From Farmer lands: New Forrest for to make, In Beaulew tract, where whiles the King in chase Pursues the hart, just vengeance comes apace, And King pursues. Tirrell him seing not, Unwares him flew with dint of arrow shot.
 De la part de Dieu et du Saint Roi Rufus, les Églises ont pris, au détriment des Citoyens de la cour du lieu de la Mercate et des Paysans pour faire Nouvelle forrest, dans le quartier de Beaulew, où le roi poursuit juste la vengeance vient apaiser. Tirrell ne le voyait pas, le dérobe à la volée.
Les droits de la terre commune ont été confirmés par une loi en 1698. La nouvelle forêt est devenue une source de bois pour la marine et des plantations ont été créées au XVIIIe siècle à cette fin. Dans la grande tempête de 1703, environ 4 000 chênes ont été perdus.
Les plantations navales empiètent sur les droits des roturiers mais la forêt obtient une nouvelle protection en vertu de la loi de 1877 sur New Forest qui confirme les droits historiques des roturiers et affirme que le total des enclos ne doit plus dépasser 65 km2. Il a également reconstitué les Verderers en tant que représentants des Commoners (plutôt que de la Couronne).
En 2005, environ 90 % de la New Forest appartient toujours à la Couronne. Les terres de la Couronne sont gérées par la Forestry Commission depuis 1923 et la plupart se trouvent maintenant dans le nouveau parc national.
L'abattage de feuillus et leur remplacement par des conifères ont commencé pendant la Première Guerre mondiale pour répondre à la demande de bois pendant la guerre. D'autres empiétements ont été effectués pendant la Seconde Guerre mondiale. Ce processus est aujourd'hui inversé par endroits, certaines plantations étant renvoyées dans des landes ou des forêts de feuillus. Le Rhododendron reste un problème.
Pendant la Seconde Guerre mondiale, une zone de la forêt, Ashley Range, a été utilisée comme zone de tir.
D'autres lois sur les nouvelles forêts suivirent en 1949, 1964 et 1970. La New Forest devint un site d'intérêt scientifique spécial en 1971 et obtint le statut particulier de « zone du nouveau patrimoine forestier » en 1985, avec des contrôles de planification supplémentaires en 1992. La nouvelle forêt a été proposée comme site du patrimoine mondial de l'UNESCO en juin 1999 et elle devient « parc national » en 2005.

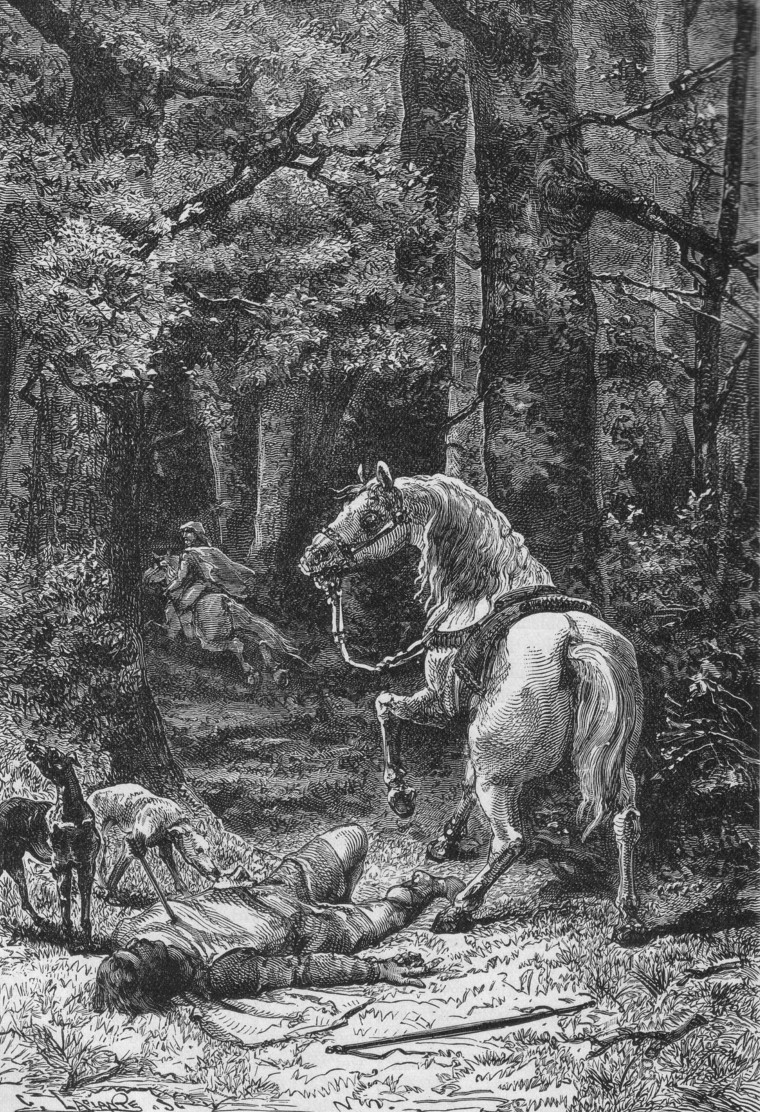
Mort de William Rufus.
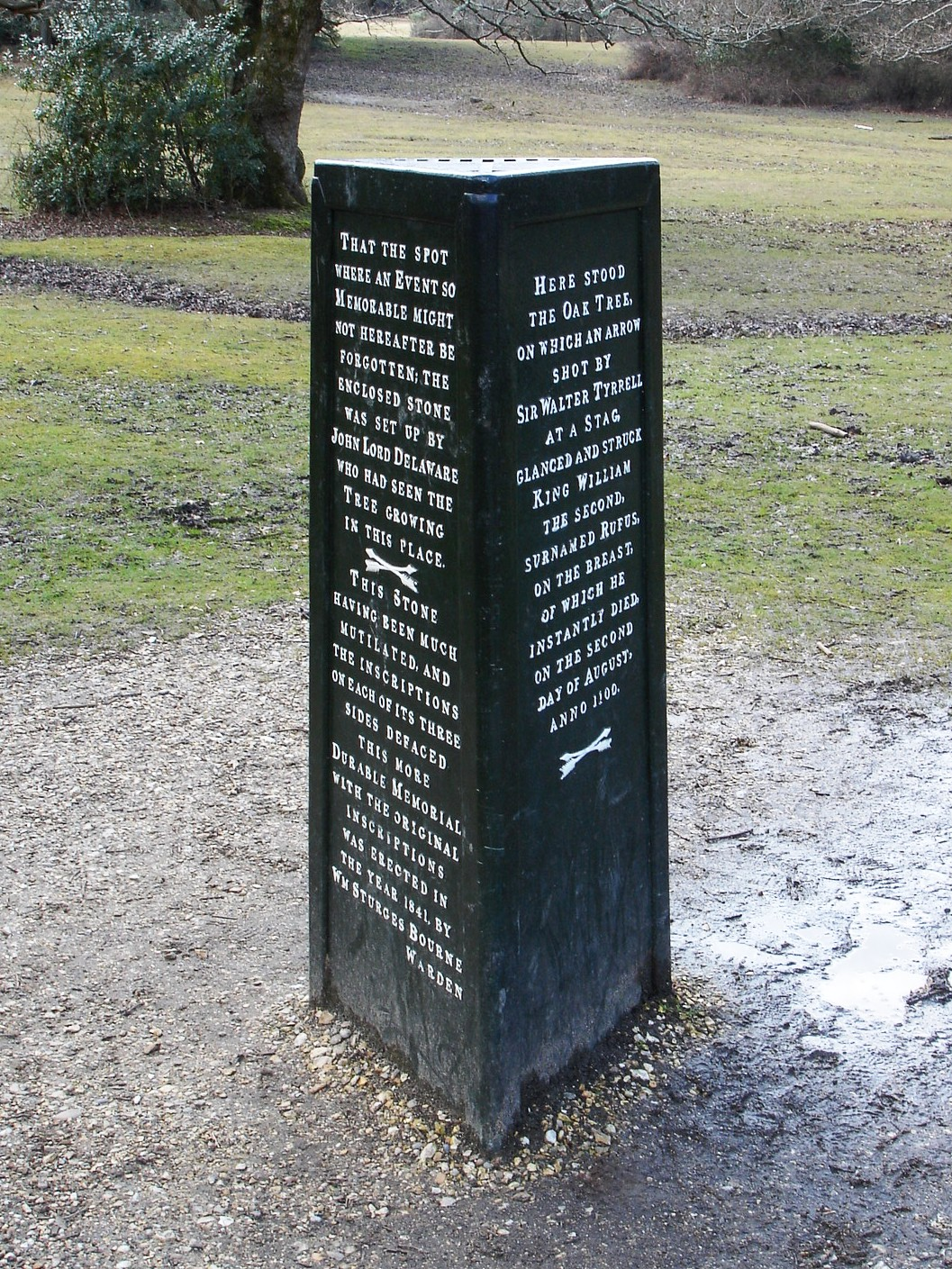
Mémorial : The Rufus Stone.
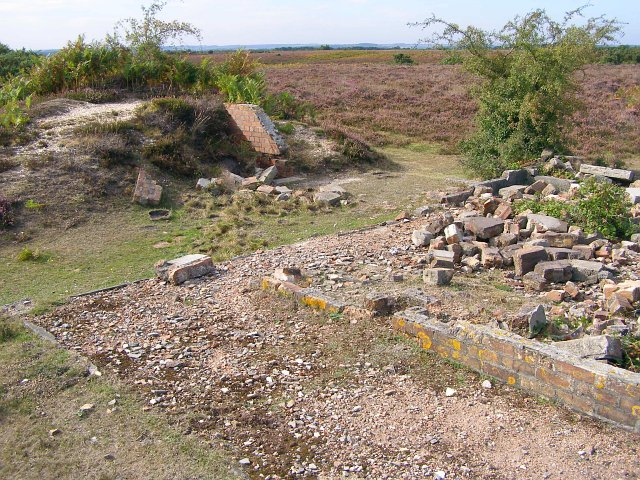
Ruines de la Seconde Guerre mondiale à Ibsley.

## Droits communs

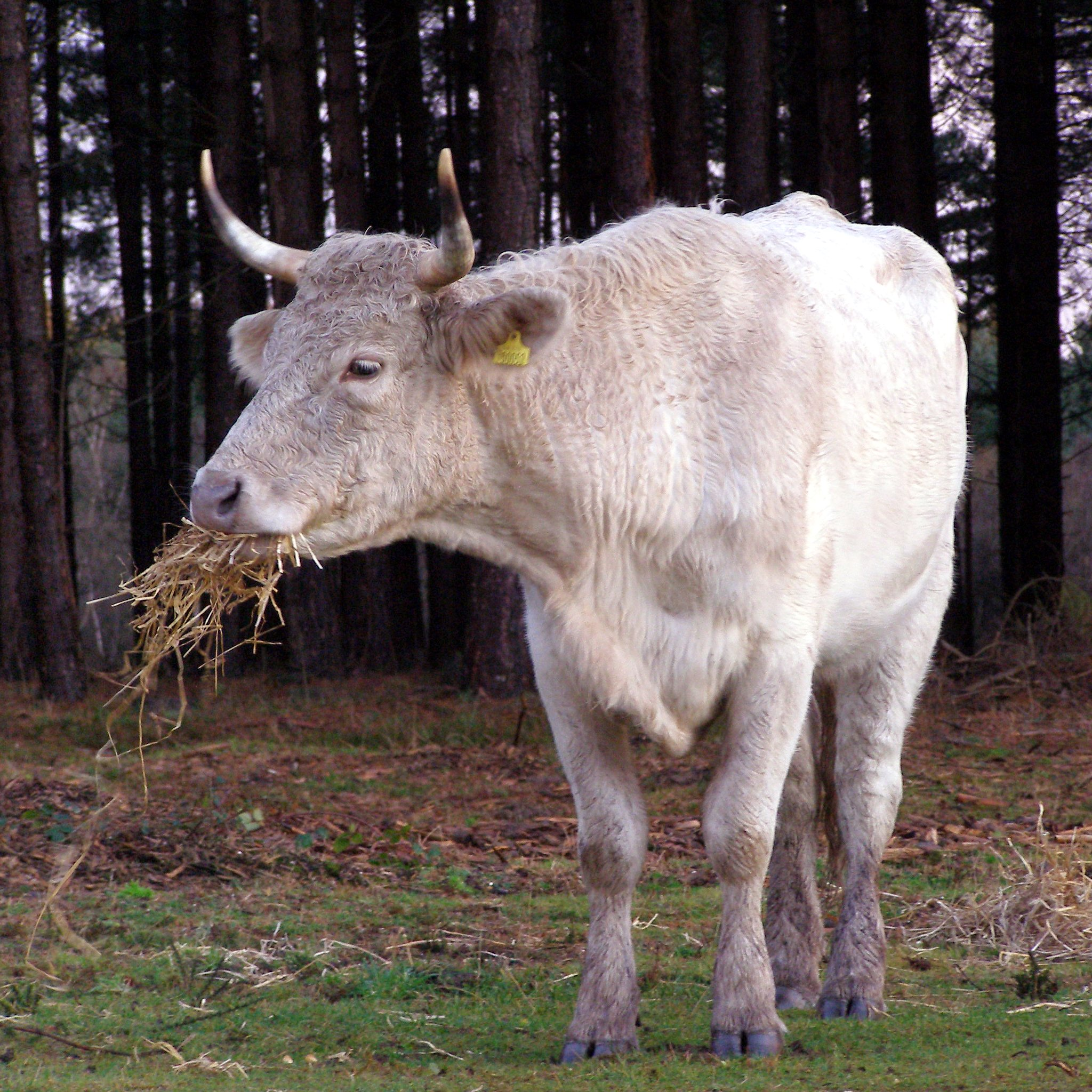
Vache se nourrissant en hiver, secteur de Longdown.

Des lois forestières ont été promulguées pour préserver la New Forest en tant que site de chasse au cerf royal, et les dérangements envers le cerf du roi et son fourrage ont été punies. Mais les habitants de la région (Commoners) avaient des « droits communs » préexistants : faire sortir des chevaux et du bétail (mais rarement des moutons) dans la forêt pour y paître (pâturage commun), ramasser du bois de chauffage (estovers), extraire de la tourbe comme combustible (tourbage), extraire de l'argile (marl) et de nourrir des cochons entre septembre et novembre à partir  des glands et des faînes de hêtres (panage) tombés. Des permis ont également été accordés pour le fauchage de fougère après le « Michaelmas Day » (jour de la saint Michel, 29 septembre) en tant que litière pour les animaux (fougères).
Parallèlement au pâturage, le panage constitue toujours un élément important de l'écologie de la forêt. Les porcs peuvent manger des glands sans problème. Pour les poneys et les bovins, de grandes quantités de glands peuvent être toxiques. Le panage dure encore 60 jours, mais la date de début varie selon le temps - et en fonction de la chute des glands. Les Verderers décident du début du cycle chaque année. À d'autres moments, les porcs doivent être rentrés et gardés sur les terres du propriétaire, excepté les truies gestantes, appelées « truies privilégiées », qui sont toujours autorisées à sortir, à condition qu'elles ne constituent pas une nuisance et qu'elles retournent à leur enclos la nuit. (Les animaux ne doivent pas être levant  et couchant  dans la forêt, c'est-à-dire qu'ils ne peuvent pas se nourrir et dormir de façon consécutive. Cette règle est une pratique établie plutôt qu'un droit formel.
Le principe du levant et du couchant s'applique généralement au droit des pâturages,. Les roturiers doivent avoir des terres de « secours », à l'extérieur de la forêt, pour accueillir ces animaux « dépâturés » si nécessaire, par exemple lors d'une épidémie de fièvre aphteuse.
Les droits des communes sont attachés à des parcelles de terrain particulières (ou, dans le cas de tourbages, à des foyers)  et différentes terres ont des droits différents - certaines de ces terres sont éloignées de la forêt elle-même. Les droits de pâturage des poneys et des bovins ne concernent pas un nombre fixe d'animaux, comme c'est souvent le cas sur d'autres communs. Au lieu de cela, une "taxe de marquage" est payée pour chaque animal chaque année par le propriétaire. La queue de l'animal marqué est taillée par le agister local (représentant officiel des Verderers), chacun des quatre ou cinq « agisters » de forêt utilisant un motif de coupe différent. Les poneys sont marqués de la marque du propriétaire ; les bovins peuvent être marqués, ou de nos jours peuvent avoir la marque sur une étiquette d'oreille. Le pâturage des poneys et des bovins des roturiers est un élément essentiel de la gestion de la forêt, contribuant ainsi au maintien des habitats des landes, des tourbières, des prairies et des pâturages ainsi que de la faune qui leur est associée.
Récemment, cette ancienne pratique a été remise en question alors que les propriétés des organismes de bienfaisance passent aux propriétaires ne voyant aucun intérêt dans les droits réservés aux « communaux ». Les familles issues de nouvelles générations dépendent en grande partie de l’héritage, plutôt que de l’achat coûteux d’une maison avec un enclos ou une ferme.
L'Association de défense des « Verderers » et des « Commoners » a repoussé ces menaces économiques. L'UE Single Payment Scheme a aidé certains « Commoners » de manière significative. Les roturiers peuvent réclamer jusqu'à 850 livres par vache et par an et 900 livres pour une paire de poneys. s'ils participent au programme de gestion. Avec 10 bovins et 40 poneys, un « Commoner » bénéficiant des deux régimes recevrait plus de 30 000 £ par an et davantage en cas d'expulsion des porcs. À cela s'ajouterait un petit revenu de production laitière.

## Géographie
Voir aussi (en) Géologie de New Forest.

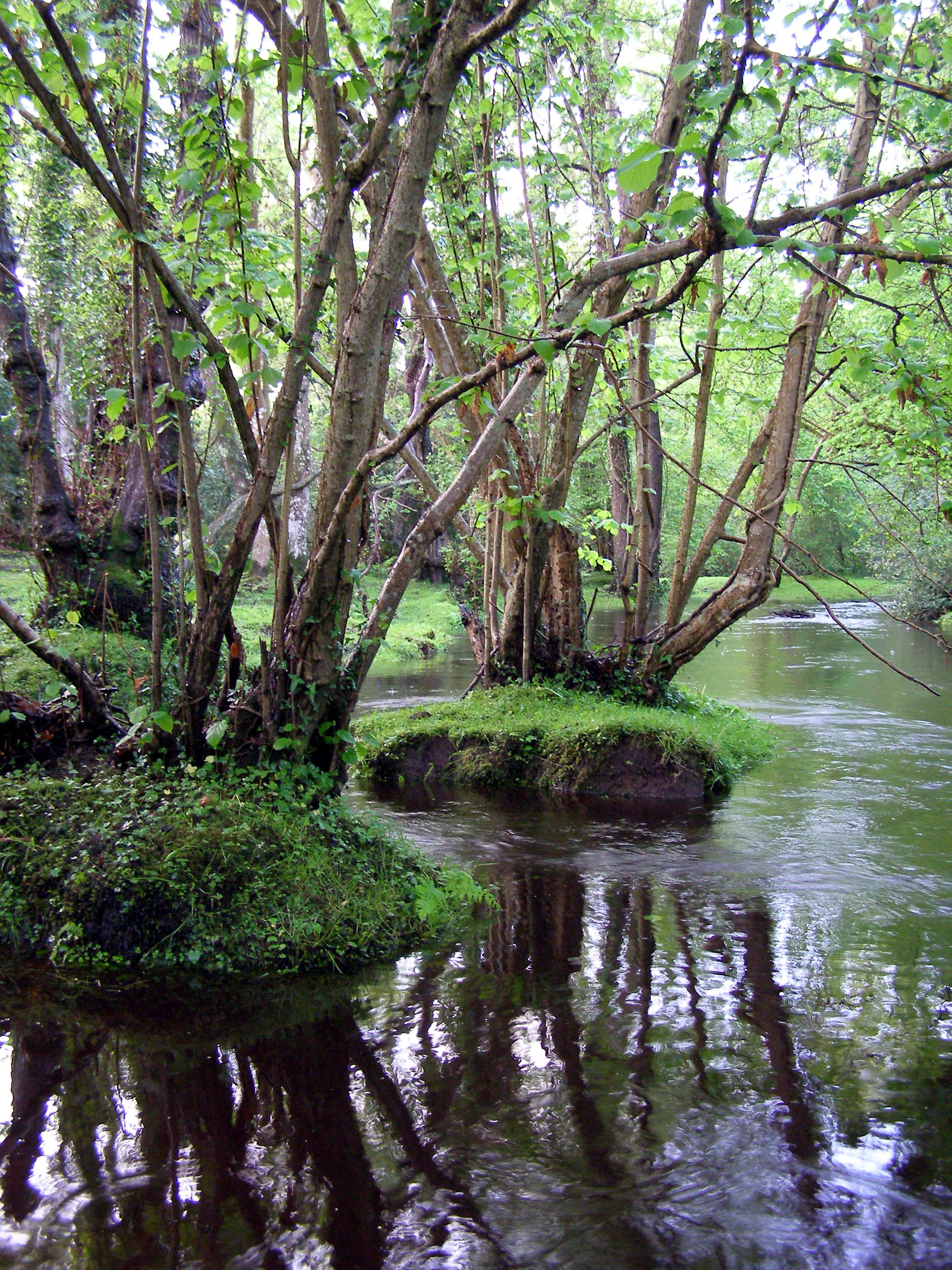
Aulnes au bord de la rivière Beaulieu à Fawley Ford, au nord de Beaulieu.

Le parc national de New Forest couvre 566 km2 et le New Forest SISP couvre presque 300 km2, ce qui en fait la plus grande zone contiguë de végétation naturelle de basses terres britanniques. Il comprend à peu près :
- 146 km2 de forêts de feuillus
- 118 km2 de landes et de prairies
- 33 km2 de landes humides
- 84 km2 de plantations d'arbres (pentes boisées ) établies depuis le XVIIIe siècle, y compris 80 km2 plantées par la Forestry Commission depuis les années 1920.

La New Forest a également été classée National Character Area no 131 par Natural England. La NCA couvre une zone de 738 km2. Elle est délimitée par les Dorset Heaths et les Dorset Downs à l'ouest, les West Wiltshire Downs au nord et les Lowlands du sud du Hampshire et la plaine de la côte sud à l'est.
La New Forest est drainée au sud par trois rivières, Lymington River, Beaulieu River et Avon Water et à l'ouest par Latchmore Brook, Dockens Water, Linford Brook et d'autres cours d'eau.
Le point culminant de la New Forest est Pipers Wait, près de Nomansland. Son sommet atteint 129 m au-dessus du niveau moyen de la mer,.
La géologie de Newforest consiste principalement en roches sédimentaires, au centre d'un bassin sédimentaire connu sous le nom de bassin du Hampshire.

## Biodiversité
La vie sauvage dans la New Forest est très variée. Les poneys, faisans, cerfs et biches sont très présents et côtoient les troupeaux de moutons et de cochons des éleveurs. Tous ces animaux se promènent en liberté dans les 373 km2 (37 300 ha) de bois, landes et marécages préservés.
La valeur écologique de la New Forest est renforcée par les zones relativement vastes d'habitats anciens de basses terres qui ont été conservées. Il existe plusieurs types d’habitats de bas-fonds importants, dont les tourbières, les zones humides d'aulnes et saules, les landes sèches et les feuillus.

### Insectes
La région renferme une faune rare, notamment la cigale de New Forest, la Cigale des montagnes (Cicadetta montana), la seule cigale originaire de Grande-Bretagne, bien que la dernière observation, non confirmée, date de 2000.
On trouve plusieurs espèces de Drosera (plantes carnivores), ainsi que de nombreuses espèces d'insectes inhabituelles, dont le Coenagrion mercuriale et le grillon Gryllotalpa gryllotalpa, tous deux rares en Grande-Bretagne. En 2009, 500 demoiselles méridionales adultes ont été capturées et relâchées dans la réserve naturelle de Venn Ottery dans le Devon qui appartient au Devon Wildlife Trust.

### Plantes
La forêt est un bastion important pour une riche variété de champignons et, bien qu'ils aient été fortement collectés par le passé, des mesures de contrôle ont été mises en place.
Des plantes telles que la gentiane des marais (Gentiana pneumonanthe), la mousse des marais (Lycopodiella inundata) et d’autres espèces importantes comme le glaïeul sauvage (Gladiolus illyricus) sont présentes.

### Oiseaux
Les oiseaux de landes spécialisés sont très répandus : Fauvette pitchou (Silvia undata), Alouette lulu (Lullula arborea), Vanneau huppé (Vanellus vanellus) , Courlis cendré (Numenius arquata), Engoulevent d'Europe (Caprimulgus europaeus), Faucon hobereau (Falco subbuteo), Tarier pâtre (Saxicola rubecola), Rougequeue à front blanc (Phoenicurus phoenicurus) et pipit spioncelle (Anthus sylvestris). Comme dans la majeure partie de la Grande-Bretagne, la bécassine des marais (Gallinago gallinago) et le pipit des arbres (Anthus trivialis) sont communs comme oiseaux hivernants mais ils se reproduisent encore dans beaucoup des tourbières et des landes.
Les oiseaux forestiers sont représentés par le pouillot siffleur (Phylloscopus sibilatrix), le Pigeon colombin (Columba oenas), la Bondrée apivore (Pernis apivorus) et l'Autour des palombes (Accipiter gentilis). La Buse variable (Buteo buteo) est très répandue et le Grand corbeau (Corvus corax) est en expansion. Parmi les oiseaux observés plus rarement, on peut citer le Milan royal (Milvus milvus) ; comme hivernants, la pie grièche (Lanius excubitor), le Busard Saint-Martin (Circus cyaneus), comme migrateurs, le Merle à plastron (Turdus torquatus) et le Traquet motteux (Oenanthe oenanthe).

### Reptiles et amphibiens
Les trois espèces de serpents indigènes britanniques se trouvent dans la forêt. Vipera berus est le plus commun, trouvé sur des landes et des prairies ouvertes. La «Natrix natrix» préfère l'environnement humide des vallées. La Coronelle lisse (Coronella austriaca) se rencontre sur les coteaux sablonneux avec bruyères et ajoncs. Brusher Mills (1840-1905), le "New Forest Snake Catcher" a attrapé des milliers de reptiles (surtout des Vipera berus Vipère péliade et des couleuvres à collier (Natrix natrix) au cours de sa vie, les envoyant au zoo de Londres pour nourrir les animaux qui en consommaient (oiseaux de proie, autres reptiles),. Un pub de Brockenhurst, le village le plus peuplé du Hampshire, à 21 km de Southampton, est nommé « The Snakecatcher » en sa mémoire.
Tous les serpents britanniques sont maintenant (Wildlife and Countryside Act, 1981) légalement protégés et les serpents de New Forest ne sont donc plus en voie de disparition.
Un programme de réintroduction du lézard des souches (Lacerta agilis) a débuté en 1989  et le triton crêté (Triturus cristatus) se reproduit dans de nombreux endroits.

### Poneys, bovins, porcs

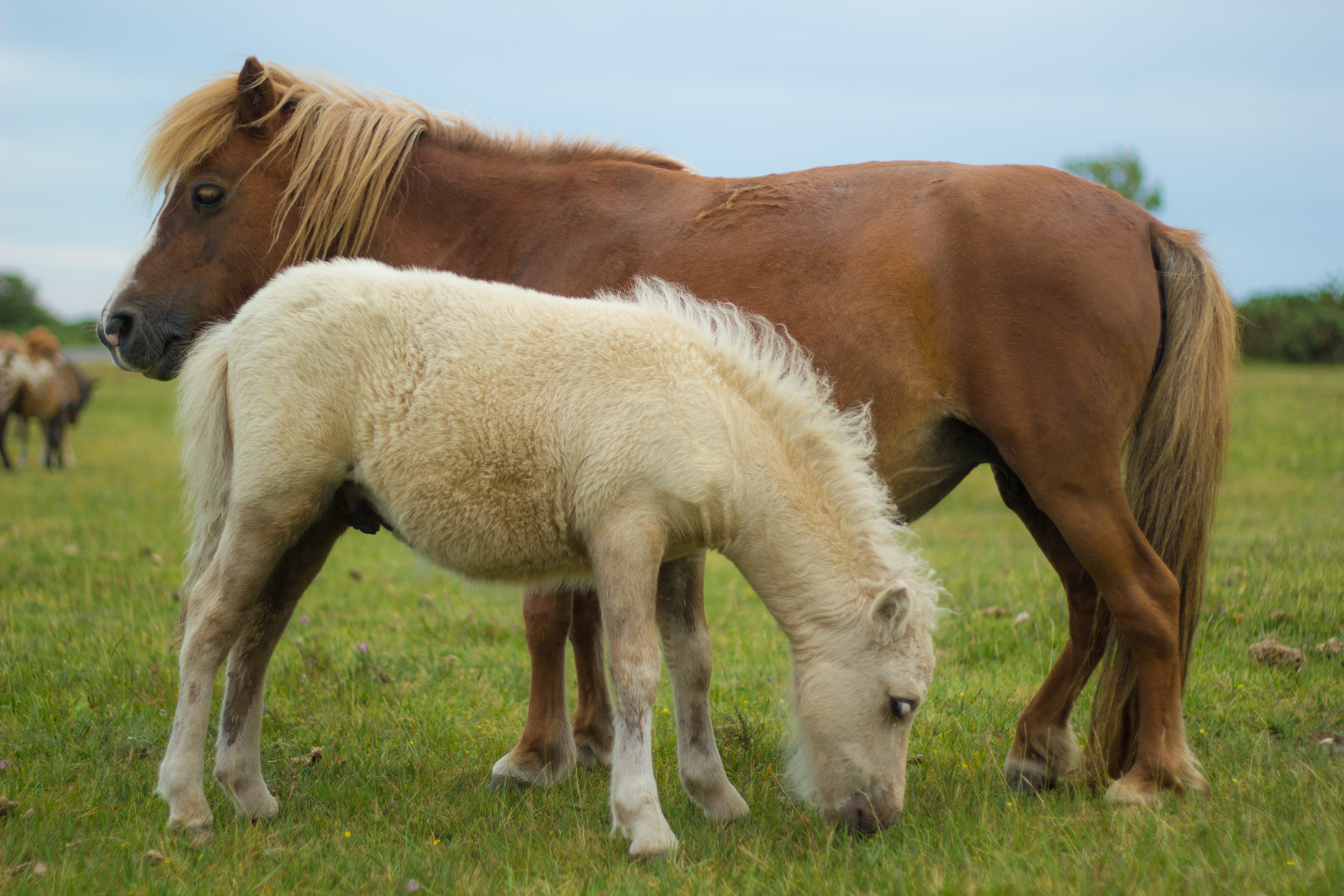
Poney Shetland avec un poulain dans le district de New Forest, Hampshire.

Le bétail, les poneys et les ânes des habitants locaux sillonnent la bruyère et une grande partie de la forêt. Le pâturage maintient le caractère ouvert de la forêt. On les voit aussi fréquemment dans les villages forestiers, où les propriétaires de maisons et de magasins doivent veiller à les garder à l’écart des jardins et des magasins. Le New Forest est l'une des races de chevaux indigènes des îles britanniques. C'est l'une des attractions les plus célèbres de la New Forest. La plupart des poneys du secteur sont de cette race mais il y a aussi des Shetlands et leurs croisements.
Les bovins sont de races diverses, le plus souvent des Galloways et leurs croisements, mais aussi divers autres types rustiques tels que Highlands, Herefords, Dexters, Kerries et British White. Les porcs sont maintenant de différentes races mais la New Forest était la région d'origine du Wessex Saddleback, aujourd'hui disparu de Grande-Bretagne.

### Cerf
De nombreux cerfs vivent dans la forêt ; ils sont généralement plutôt timides et ont tendance à rester hors de vue lorsque les gens sont à proximité mais ils sont étonnamment audacieux la nuit, même lorsqu'une voiture passe près d'eux. Les Daims (Dama dama) sont les plus communs, suivis par les chevreuils (Capreolus capreolus) et les cerfs (Cervus elephas). Il existe également de plus petites populations de cerf sika (Cervus nippon) et de Muntiacus reevesi, Muntjac de Reeves.

### Autres mammifères
L'écureuil roux (Sciurus vulgaris) a survécu dans la forêt jusqu'aux années 1970 - plus longtemps que la plupart des basses terres de la Grande-Bretagne (bien qu'il se trouve encore sur l'île de Wight et sur l'île de Brownsea). Il est maintenant complètement supplanté dans la forêt par l'écureuil gris introduit d'Amérique du Nord] (Sciurus carolinensis). Le putois d'Europe (Mustela putorius) a recolonisé la limite ouest de la forêt. La  Loutre d'Europe (Lutra lutra) est présente le long des cours d'eau, ainsi que le vison d'Amérique, introduit (Neovison vison).

### Mesures de conservation
La New Forest est désignée comme site d'Intérêt scientifique spécial (SISP), zone spéciale de conservation (SAC) de l'UE, zone de protection spéciale pour les oiseaux (SPA), site Ramsar, elle a aussi son propre plan d'action sur la biodiversité (en) New Forest Biodiversity Action Plan,.
Sur la route, la vitesse est limitée à 40 miles par heure. Une race de poney est endémique : le poney New forest.
La New Forest est un espace protégé qui abrite le château de Beaulieu et son abbaye (aujourd'hui on y trouve un musée d'automobiles) fondée en 1204.

## Dans la littérature
La New Forest a inspiré plusieurs écrivains :
- Lewis Carroll pour son roman Alice au pays des merveilles (1865) ;
- Richard Doddridge Blackmore, qui en fait le décor de Cradock Nowell : A tale of the New Forest (1866) (Craddock Nowell : Un conte de la New Forest) ;
- Erin Hunter dans le cycle de La guerre des clans. En effet, l’écrivain y fait évoluer les personnages de son roman : des chats retournés à l'état sauvage.
- Elizabeth George, qui place une grande partie de l'action de son roman Le Cortège de la mort (2010) dans cette forêt.
- Roger Deakin, évoque le site dans Wildwood, À travers les forêts du monde (2021).
- Edward Rutherfurd, The forest (2000), en français La forêt des rois, traduit par Thierry Piélat.

## Galerie

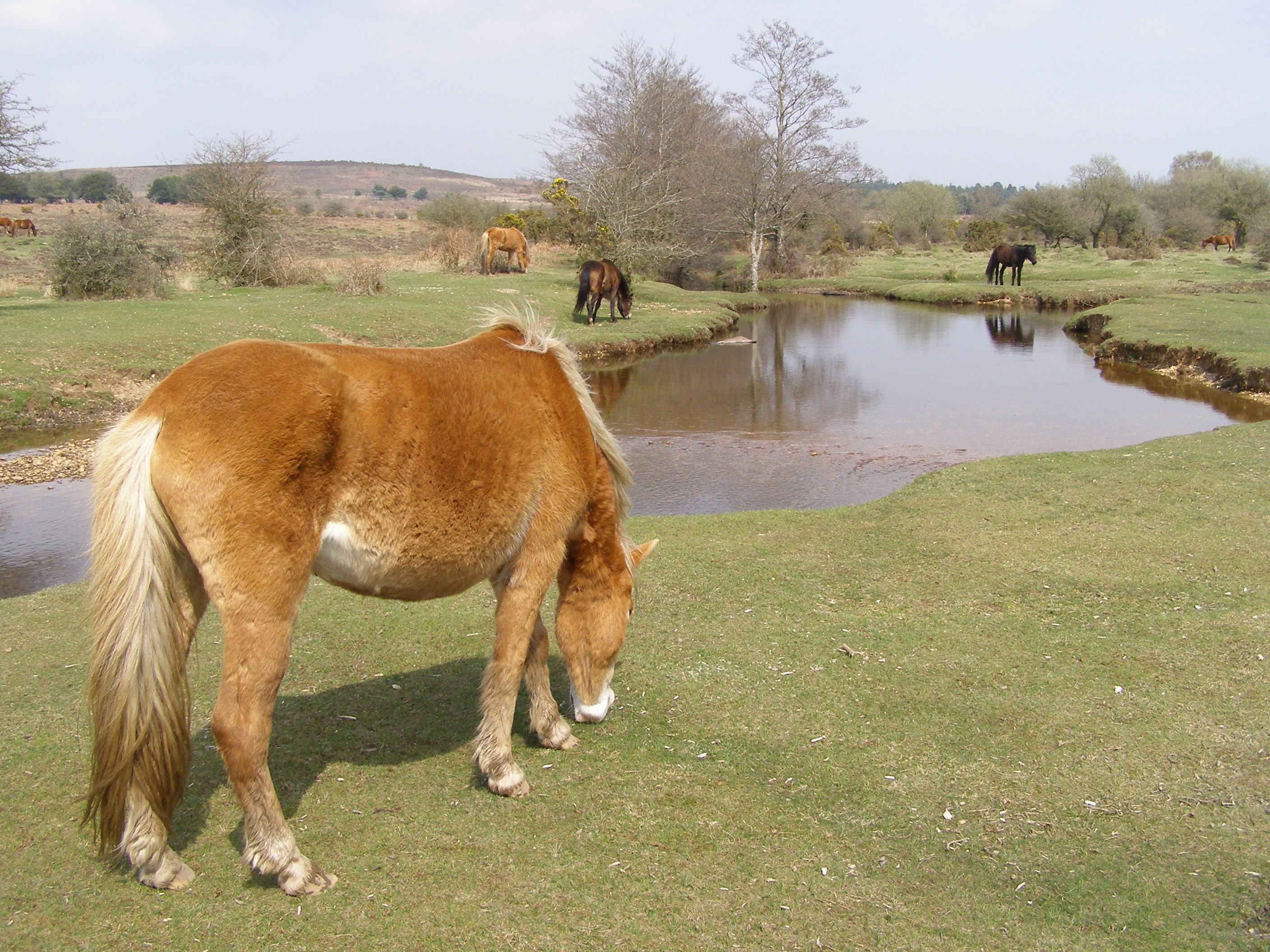
Race locale.
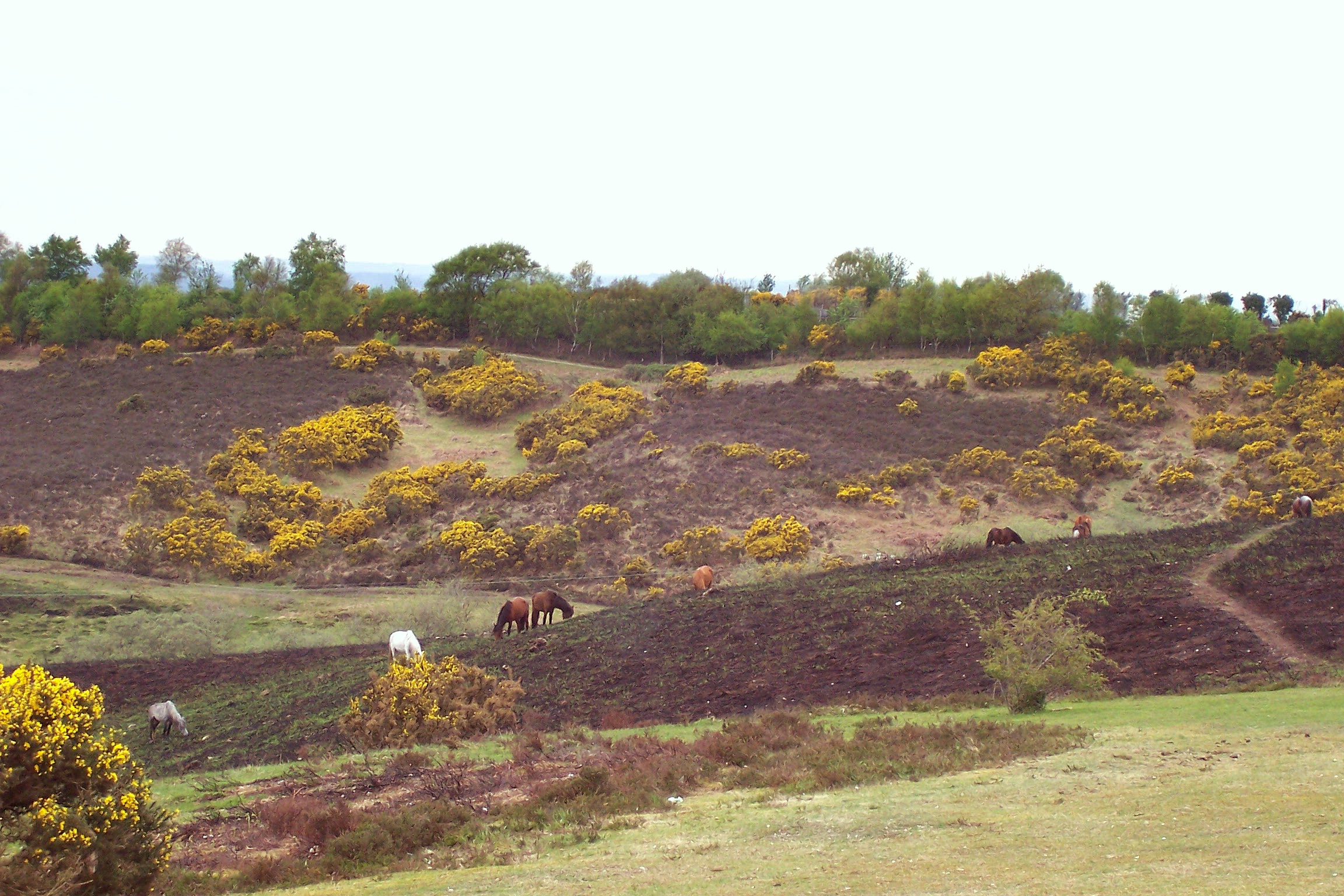
Lande.
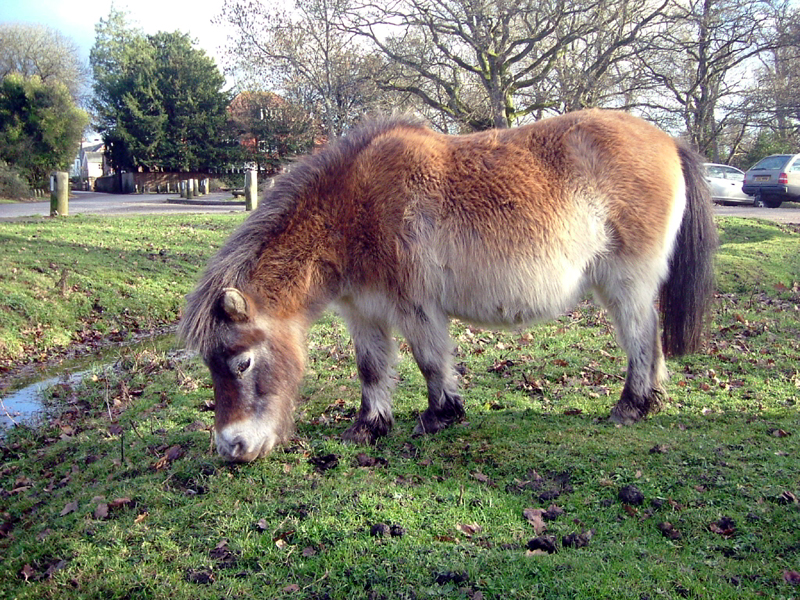
Poney de New Forest.
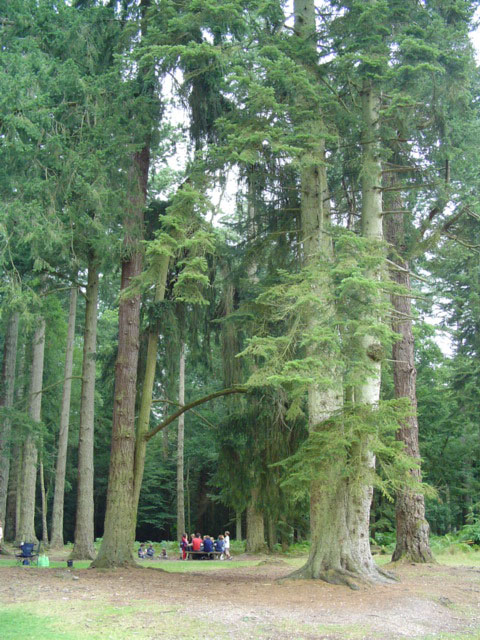
Pique nique dans la forêt.